# Chronique de Moissac
La Chronique de Moissac désigne deux textes totalement différents : une importante compilation de textes du début du Moyen-âge, la Chronicon Moissiacense et, d'autre part, la Chronique des abbés de Moissac, une histoire de l'abbaye.

## Chronicon Moissiacense
La Chronique de Moissac (également connue sous le nom de Chronicon Moissiacense) est une compilation anonyme qui a été découverte dans l'abbaye de Moissac, mais on pense aujourd'hui qu'elle a été compilée dans le monastère catalan de Ripoll à la fin du Xe siècle. Comme la plupart des chroniques, elle commence avec Adam, mais gagne en intérêt pour les historiens à mesure qu'elle approche de sa date de fin, en 828. Malheureusement, il manque un folio contenant les entrées couvrant les années 716-770[1] Le seul manuscrit conservé de la Chronique de Moissac date de la fin du XIe siècle et se trouve à la Bibliothèque nationale de France à Paris (Cod. Paris. lat. 4886).
Le texte de base de la chronique est la Chronicon universale usque ad annum 741 (en), elle-même une continuation de la Chronique majeure (The Reckoning of Time (en)) de Bède le Vénérable. Pour sa suite, le compilateur semble avoir utilisé des annales anciennes compilées dans le sud-ouest de la Francie dont on ne trouve pas d'autre trace, et qui constituent des sources primaires pour la carrière de Charlemagne et l'histoire militaire, politique et ecclésiastique de son époque. Comme la Chronicle of Aniane (en)  a utilisé la même source perdue, les deux sont parfois utilisées pour compléter les années manquantes de la Chronique de Moissac.

## LaChronique des abbés de Moissac
La Chronique des abbés de Moissac (ou Chronique de Moissac ou Manuscrit de Moissac) a été écrite par Aymeric de Peyrac, abbé de Moissac de 1377 à 1406, comportant une histoire des Papes, des Rois de France, des abbés de Moissac et des comtes de Toulouse.

### Découverte et conservation
Au nombre de 144, les manuscrits de Moissac, sont conservés depuis 1732 à la Bibliothèque royale de France et puis à la Bibliothèque nationale de France. Au XVIIe siècle, l'abbaye possédait encore entre 260 et 280 manuscrits médiévaux.
En 1678, l'abbé commendataire Jean-François d'Estrades autorisa Colbert à prélever les manuscrits pour sa collection des sources de l'Histoire de France. L'intendant de la Généralité de Montauban, Nicolas-Joseph Foucault dépêcha à Moissac Raymond de Fouilhac, et écrivit à Colbert : 
« Je vous asseure que, si je ne feusse advisé d'y envoyer M. Fouilhac, les rats et la poussière auraient achevé l'anéantissement de ces anciens monuments, que l'ignorance et la négligence des moynes et des chanoines de cette église avoient desjà fort avancé ».